# Snowboard ai I Giochi olimpici giovanili invernali - Slopestyle femminile
La gara dello slopestyle ragazze di snowboard ai I Giochi olimpici giovanili invernali di Innsbruck 2012 si è tenuta sulla pista di Kühtai il 19 gennaio. Hanno preso parte a questa gara 15 atlete in rappresentanza di 11 nazioni.

## Risultato

### Qualificazioni
| Pos. | Pett. | Atleta                    | Nazione     | punteggio 1ª manche | punteggio 2ª manche | Miglior punteggio | Note |
| ---- | ----- | ------------------------- | ----------- | ------------------- | ------------------- | ----------------- | ---- |
| 1    | 11    | Audrey McManiman          | Canada      | 83.00               | 30.00               | 83.00             | Q    |
| 2    | 13    | Celia Petrig              | Svizzera    | 79.50               | 32.75               | 79.50             | Q    |
| 3    | 3     | Alexandra Fitch           | Australia   | 59.25               | 77.75               | 77.75             | Q    |
| 4    | 12    | Arielle Gold              | Stati Uniti | 77.50               | 72.50               | 77.50             | Q    |
| 5    | 4     | Indigo Monk               | Stati Uniti | 65.75               | 77.25               | 77.25             | Q    |
| 6    | 8     | Quincy Korte-King         | Canada      | 75.75               | 66.00               | 75.75             | Q    |
| 7    | 15    | Maria Delfina Maiocco     | Italia      | 52.25               | 74.75               | 74.75             | Q    |
| 8    | 2     | Lucile Lefevre            | Francia     | 36.75               | 69.25               | 69.25             | Q    |
| 9    | 5     | Birgit Rofner             | Austria     | 59.75               | 52.75               | 59.75             | Q    |
| 10   | 9     | Emma Kanko                | Finlandia   | 55.00               | 27.75               | 55.00             |      |
| 11   | 1     | Johanna Elisabeth Sternat | Austria     | 53.50               | 51.50               | 53.50             |      |
| 12   | 14    | Diana Augustinova         | Rep. Ceca   | 48.50               | 47.00               | 48.50             |      |
| 13   | 7     | Paulina Berislavic        | Croazia     | 10.25               | 19.50               | 19.50             |      |
| DNS  | 6     | Maeva Estevez             | Andorra     | DNS                 | DNS                 | DNS               |      |
| DNS  | 10    | Hanna Ehtonen             | Finlandia   | DNS                 | DNS                 | DNS               |      |

### Finale
| Pos. | Pett. | Atleta                | Nazione     | punteggio 1ª manche | punteggio 2ª manche | Miglior punteggio |
| ---- | ----- | --------------------- | ----------- | ------------------- | ------------------- | ----------------- |
|      | 11    | Audrey McManiman      | Canada      | 84.25               | 62.75               | 84.25             |
|      | 12    | Arielle Gold          | Stati Uniti | 71.75               | 69.00               | 71.75             |
|      | 3     | Alexandra Fitch       | Australia   | 69.75               | 42.50               | 69.75             |
| 4    | 13    | Celia Petrig          | Svizzera    | 62.00               | 40.75               | 62.00             |
| 5    | 4     | Indigo Monk           | Stati Uniti | 55.00               | 50.00               | 55.00             |
| 6    | 15    | Maria Delfina Maiocco | Italia      | 47.25               | 54.25               | 54.25             |
| 7    | 8     | Quincy Korte-King     | Canada      | 49.00               | 51.50               | 51.50             |
| 8    | 5     | Birgit Rofner         | Austria     | 33.50               | 49.50               | 49.50             |
| 9    | 2     | Lucile Lefevre        | Francia     | 36.25               | 42.25               | 42.25             |

Legenda:
- Pos. = posizione
- Pett. = pettorale
- Q = qualificata per la finale
- DNS = non partita